# Panton Raya (Trienggadeng)
Panton Raya is een bestuurslaag in het regentschap Pidie Jaya van de provincie Atjeh, Indonesië. Panton Raya telt 326 inwoners (volkstelling 2010).